# Костанция
Costanza (полное имя Costanza Francavilla) — итальянская певица и композитор.

## Биография
Родилась Костанция в Италии. В настоящее время живёт и работает в Бруклине, Нью-Йорк.
С 2002 по 2003 год участвовала в записи альбома Vulnerable британского музыканта Tricky, где исполнила все женские вокальные партии. Вслед за выходом альбома, участвовала в концертном туре.

## Дискография

### Студийные альбомы
- 2008 — Sonic Diary

### Мини-альбомы (EPs)
- 2006 — zerOKilled ep